# Deicoont
|  | Per a altres significats, vegeu «Deicoont (heroi)». |

Segons la mitologia grega, Deicoont (en grec antic: Δηϊκόων) era un dels filld d'Hèracles i de Mègara.
El seu pare el va matar llençant-lo al foc, juntament amb els altres fills que havia tingut amb Mègara, i a dos dels fill d'Íficles, en un accés de follia provocat per Hera.